# Ismail Sabri Yaakob
Đây là một tên người Mã Lai. Theo tập quán Mã Lai, tên gọi hay được sử dụng hơn. Tên gọi của người này là Ismail Sabri.
Dato' Sri Ismail Sabri bin Yaakob (Jawi: اسماعيل بن صبري يعقوب‎‎; sinh ngày 18 tháng 1 năm 1960) là một chính khách người Malaysia, là Thủ tướng Malaysia thứ 9 từ ngày 21 tháng 8 năm 2021 đến ngày 24 tháng 11 năm 2022 và cũng là thủ tướng Malaysia đầu tiên sinh sau độc lập.

## Tranh cãi & chỉ trích

### Kêu gọi tẩy chay doanh nghiệp Trung Quốc
Ngày 2 tháng 2 năm 2015, trên trang Facebook cá nhân Bộ trưởng Nông nghiệp Malaysia Ismail Sabri chỉ trích dữ dội các doanh nghiệp Trung Quốc hoạt động ở Malaysia không chịu giảm giá hàng hóa dịch vụ cho dù giá xăng dầu đã giảm rất mạnh trong thời gian qua.

 
Ismail cho rằng các thương nhân Trung Quốc cố tình giữ giá hàng hóa ở mức cao để phá hoại nền kinh tế Malaysia, kích động sự bất mãn của người dân đối với chính phủ Kuala Lumpur. Ông kêu gọi người tiêu dùng Malaysia giúp chính phủ bằng cách tẩy chay hàng hóa của các doanh nghiệp Trung Quốc.
| “ | Phần lớn người tiêu dùng là người Malay, người Trung Quốc chỉ là thiểu số. Nếu người Malay tẩy chay các doanh nghiệp Trung Quốc, họ sẽ phải giảm giá hàng hóa dịch vụ. Nếu người Malay không thay đổi, người Trung Quốc sẽ tận dụng cơ hội này để đè nén người Malay. | ” |

Lời kêu gọi của Ismail đã gây tranh cãi dữ dội tại Malaysia. Một số chính trị gia chỉ trích Ismail phân biệt chủng tộc. Cảnh sát hoàng gia Malaysia đã ra lệnh triệu tập Ismail vào ngày 6-2 để thẩm vấn.
Phản ứng lại, Thủ tướng Malaysia Najib Razak cho rằng Ismail muốn chỉ trích tất cả các doanh  nghiệp "chai mặt" không giảm giá hàng hóa, chứ không nhắm riêng vào người Trung Quốc.